# Крамфорш
Крамфорш (на шведски: Kramfors) е град в Източна Швеция, лен Вестернорланд. Главен административен център на едноименната община Крамфорш. Разположен е на десния бряг на устието на река Онгерманелвен в Ботническия залив. Намира се на около 400 km на североизток от централната част на столицата Стокхолм и на около 60 km на североизток от главния град на лена Сундсвал. Получава статут на град през 1947 г. Има малко пристанище и жп гара. Населението на града е 5990 жители според данни от преброяването през 2010 г.